# Анза (ПЗРК)
«Анза» (عناہ Anza) — серия переносных зенитно-ракетных комплексов производства Пакистана. Управляется инфракрасной головкой самонаведения. Anza используется для противовоздушной обороны малой дальности.
Anza был разработан Kahuta Research Laboratories (KRL) и является одним из основных проектов предприятия в области вооружения.Первоначально разработка была предпринята с целью устранения зависимости от импорта дорогостоящих зарубежных систем. Различные версии комплекса Anza в настоящее время состоят на вооружении пакистанской армии. Mk-III является самой последней модификацией данного ПЗРК.
В настоящее время Anza производится конгломератом GIDS.

## Разработка
Некоторые источники утверждают, что ПЗРК Anza Mk-II был разработан совместно Пакистаном и Китаем.
Anza Mk-I поступил на вооружение пакистанских сухопутных войск в январе 1990 года, за ним последовал Anza Mk-II в сентябре 1994 года.О серийном производстве Anza Mk-III для пакистанской армии было объявлено в 2006 году.
В последние годы Пакистан начал рекламировать свою серию ПЗРК Anza для экспорта, представив её на Международной оборонной выставке IDEX 2007 в Объединённых Арабских Эмиратах и на оборонной выставке IDEAS 2008 в Пакистане.

## История эксплуатации
27 мая 1999 года ПЗРК Anza Mk-II был использован силами противовоздушной обороны Пакистанской армии против индийских Миг-21 и Ми-17 во время Каргильской войны.
В декабре 2002 года ряд индийских СМИ утверждали, что индийские солдаты обнаружили комплекс Anza Mk-I в укрытии боевиков недалеко от линии контроля в Купваре, Кашмир.ПЗРК Anza ранее была обнаружен солдатами индийской армии в укрытии боевиков в 2001 году.
В 2002 году индийские СМИ вновь заявили, что по самолёту Ан-32 индийских ВВС над линией контроля был произведён залп из ПЗРК «Анза»; самолёт смог благополучно приземлиться.
В 2004 году заместитель министра обороны Саудовской Аравии принц Халед ибн Султан и министр обороны Пакистана Рао Сикандар Икбал вели переговоры о совместном производстве комплексов Anza.
В ноябре 2008 года пакистанская армия провела учения с использованием ПЗРК Anza Mk-II в полупустынной местности близ города Музаффаргарх в ответ на тайные атаки на их объекты на северо-западе Пакистана американскими беспилотными летательными аппаратами (БПЛА).В том же месяце главнокомандующий Военно-воздушными силами Пакистана заявил журналистам, что его силы полностью способны сбивать американские беспилотники, но правительство несёт ответственность за принятие решения о прекращении атаки беспилотников дипломатическим путём или военным вмешательством. В 2010 году на военных учениях Azm-e-Nau 3 силы противовоздушной обороны пакистанской армии продемонстрировали точное наведение на вражеский самолёт с предельной точностью с помощью ПЗРК Anza.
В 2014 году сообщалось, что правительство Саудовской Аравии стремилось получить ПЗРК Anza в попытке оказать поддержку оппозиционным силам в Сирии.
В июне 2015 года Small Arms Survey сообщило, что ПЗРК Anza использовались ливийской армией в 2011 году.

## Варианты
- Anza Mk-I — первый ПЗРК, произведённый Пакистаном для использования пакистанской армией. Основан на китайском ПЗРК HN-5B[34][35].Британские источники сообщают, что Anza является копией советского ПЗРК «Стрела-2»[36]. В период с 1989 по 1998 год было произведено около 1000 Anza Mk-I.

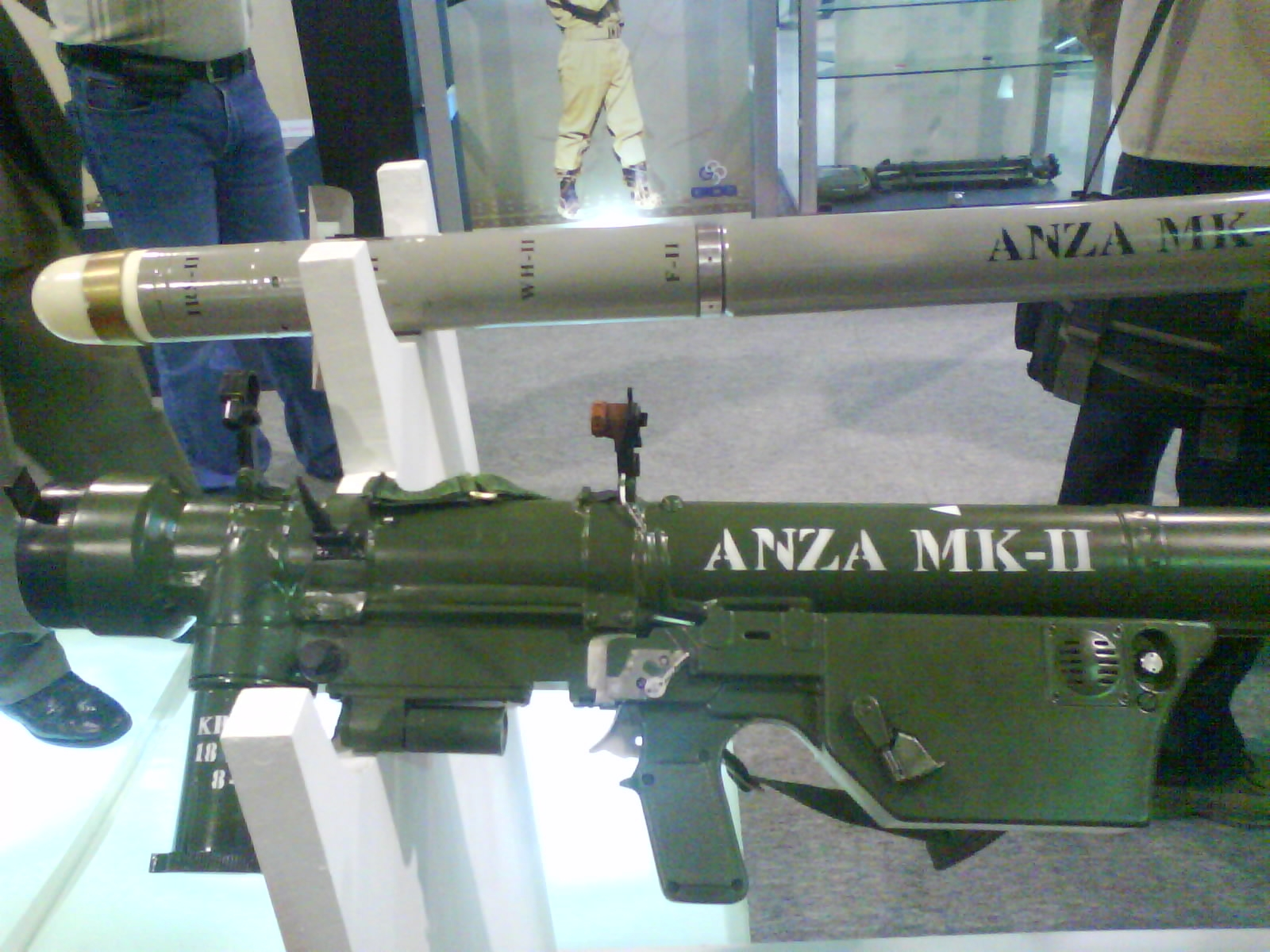
Anza Mk-II на выставке IDEAS 2008, Пакистан.

- Anza Mk-II — ПЗРК третьего поколения[37]. Предположительно основан на китайском ПЗРК QW-1[38][39]. Использует двухдиапазонную инфракрасную головку самонаведения перекрёстного сканирования для противодействия ложным сигналам[40]. Также считается, что они используют американскую ракетную технологию[41]. В период с 1994 по 2020 год было произведено около 2450 Anza Mk-II[42].

- Anza Mk-III — предположительно основан на китайском ПЗРК QW-2[43], модификации, выполненные в соответствии с требованиями пакистанской армии, включают увеличенную дальность стрельбы до 5 км, улучшенные датчики и новую огневую установку, аналогичную российскому ПЗРК 9К38 «Игла»[44][45]. Возможность всесторонней атаки и улучшенные возможности радиоэлектронной защиты[12]. Также есть вариант установки пусковой комплекса на транспорте.

## Страны-эксплуатанты

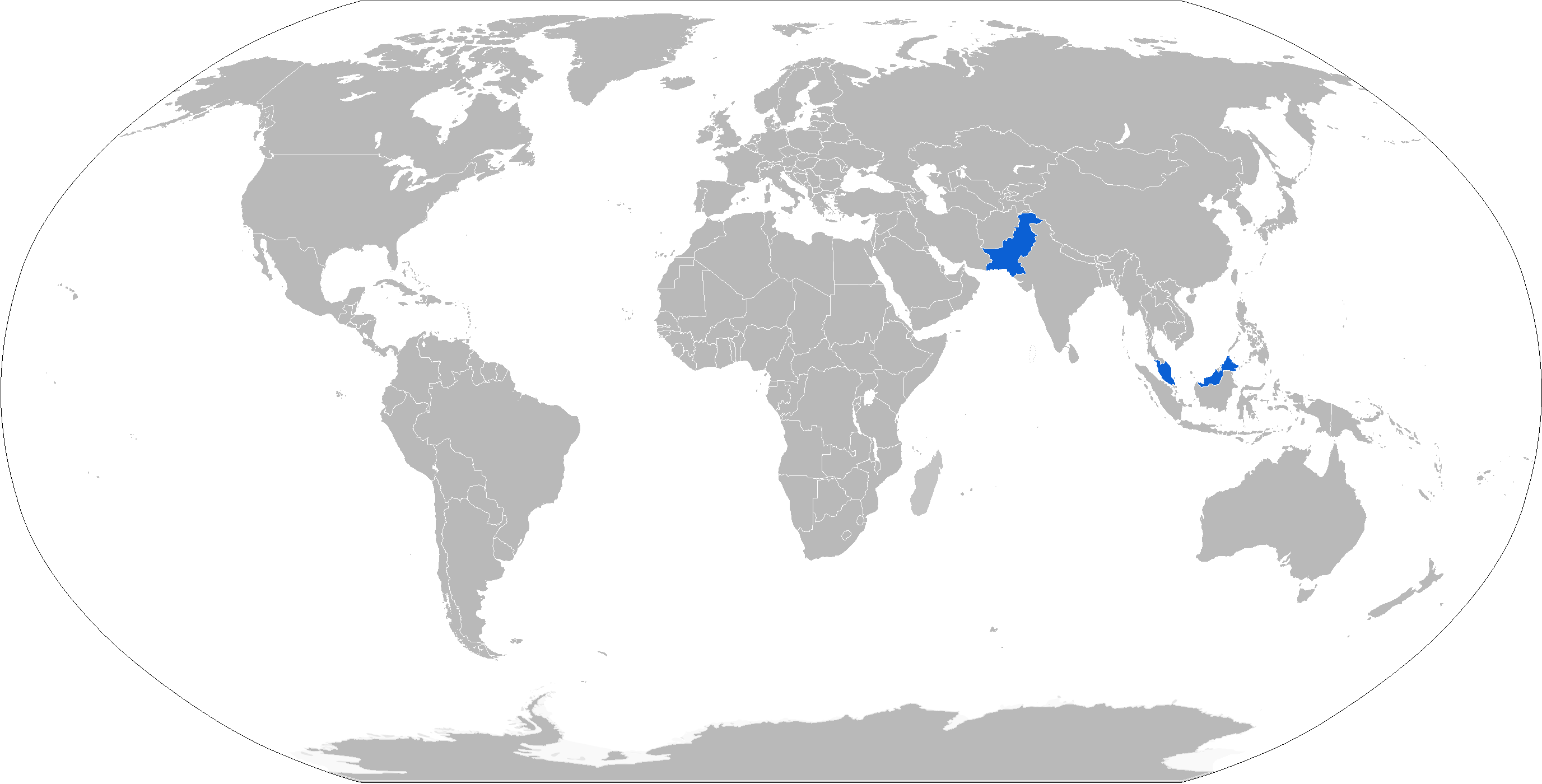
Карта с операторами Anza (выделены синим цветом)

- Ливия[33]
- Пакистан[11]
- Малайзия[46][47]

## Тактико-технические характеристики
|                              | Anza Mk-I                                                                        | Anza Mk-II                                                                       | Anza Mk-III                                                                      |
| Длина                        | 1,44 м                                                                           | 1,447 м                                                                          | 1,59 м                                                                           |
| Вес                          | 15 кг                                                                            | 16,5 кг                                                                          | 18 кг                                                                            |
| Вес ракеты                   | 9,8 кг                                                                           | 10,68 кг                                                                         | 11,32 кг                                                                         |
| Двигатель                    | Твердотопливный ракетный двигатель (твердотопливная ракета-носитель при запуске) | Твердотопливный ракетный двигатель (твердотопливная ракета-носитель при запуске) | Твердотопливный ракетный двигатель (твердотопливная ракета-носитель при запуске) |
| Наведение                    | Неохлаждаемая пассивная инфракрасная головка самонаведения PbS                   | Охлаждаемая пассивная инфракрасная головка самонаведения InSb                    | Двухдиапазонный инфракрасная головка самонаведения                               |
| Боеголовка                   | фрагментирована (содержит 0,37 кг взрывчатого вещества)                          | фрагментирована (содержит 0,55 кг взрывчатого вещества)                          | фрагментирована (содержит 1,42 кг взрывчатого вещества)                          |
| Средняя крейсерская скорость | 500 м/с                                                                          | 600 м/с                                                                          | >600 м/с                                                                         |
| Время саморазрушения         | от 14 до 17 с                                                                    | от 14 до 18 с                                                                    |                                                                                  |
| Диапазон наклона             | от 1200 м до 4200 м                                                              | от 500 м до 5000 м                                                               | до 6000 м                                                                        |
| Высота                       | от 50 м до 2300 м                                                                | от 30 м до 4000 м                                                                | от 10 м до 3500 м                                                                |
| Время реакции оружия         | 5 с                                                                              | 3,5 с                                                                            | 3,5 с                                                                            |
| Готовность                   | 10 секунд                                                                        | 10 секунд                                                                        | 10 секунд                                                                        |
| Время автономной работы      | 40 секунд                                                                        | 50 секунд                                                                        | 50 секунд                                                                        |